# Robert Black (morderca)
Robert Black (ur. 21 kwietnia 1947 w Grangemouth, zm. 12 stycznia 2016 w więzieniu HMP Maghaberry w Lisburn) – szkocki seryjny morderca, pedofil. Został skazany na wyrok dożywotniego więzienia za porwanie, gwałt i morderstwo Susan Maxwell, Caroline Hogg i Sary Harper, oraz próbę uprowadzenia Teresy Thornhill w latach 80. Wszystkie jego ofiary to nieletnie, pomiędzy 5 a 11 rokiem życia. 

## Młodzieńcze lata
Robert Black był synem 24-letniej Jessie Hunter Black, która po pół roku z powodów finansowych oddała syna do adopcji. Został adoptowany przez małżeństwo Jacka i Margharet Tulip z Kinlochleven. Mieszkał z nimi do 11. roku życia. Uczęszczał do szkoły, gdzie miał opinię agresywnego dziecka, szczególnie wobec młodszych uczniów. Ojczym zmarł, gdy Robert miał 5 lat. W tym wieku rozpoczęły się jego seksualne fantazje i praktyki. 
W 1958 roku po śmierci przybranej matki został odesłany do domu dziecka w Falkirk. Tam też wraz z dwoma rówieśnikami próbował dokonać swojej pierwszej próby gwałtu, która ostatecznie się nie udała. Za ten incydent został przeniesiony do domu poprawczego Red House w Musselburgh. Przez okres około 1–2 lat był wykorzystywany seksualnie przez jednego z pracowników. W 1962 opuścił Red House i zamieszkał w wynajętym pokoju w Greenock, gdzie podjął pracę jako chłopiec na posyłki. 
W 1962 został skazany na rok pobytu w zakładzie poprawczym za molestowanie 7-letniej dziewczynki, córki małżeństwa, u którego wynajmował pokój w Kinlochleven.
W 1964 próbował dokonać następnego gwałtu na siedem lat starszej dziewczynie. Został oskarżony, lecz skończyło się tylko na upomnieniu sądu. Przeniósł się do Grangemouth i dostał pracę na budowie. Tam związał się z Pamelą Hodgson, swoją jedyną dziewczyną w życiu. Został jednak szybko porzucony, prawdopodobnie ze względu na swoje upodobania seksualne.

## Morderstwa
W 1968 przeniósł się do Londynu. W 1972 podjął pracę jako kierowca w przedsiębiorstwie PDS. Właśnie ta praca pomogła mu w realizacji swoich popędów. Pierwszego morderstwa dokonał na 9-letniej Jennifer Cardyn w 1981. Dziewczynka jechała rowerem na spotkanie ze znajomymi w Ballinderry w Irlandii Północnej. Jej rower został znaleziony nieopodal jej domu, zaś ciało w McKee's Dam, w pobliżu Hillsborough sześć dni później. Robert Black przyznał się do morderstwa w 2011.
W 1982 popełnił swoje kolejne morderstwo na tle seksualnym. Ofiarą stała się 11-letnia Susan Maxwell z wioski Coldstream na pograniczu Anglii i Szkocji. Zwłoki dziewczynki odnaleziono 2 tygodnie później w rowie obok parkingu przy drodze A-518 prowadzącej do miasta Loxley, 250 mil od miejsca zamieszkania Blacka. 
8 lipca 1983 porwał i zamordował 5-letnią Caroline Hogg z Portobello. Zwłoki Caroline odnaleziono 18 lipca nieopodal parkingu leśnego przy trasie A-444 prowadzącej z Northampton do Coventry, około 300 mil na południe od miejsca zamieszkania Blacka. 
26 marca 1986 zamordował 10-letnią Sarah Harper z Morley. Jej rozkładające się zwłoki zostały odnalezione 19 kwietnia nad rzeką Trend w Nottingham. 
14 lipca 1990 dokonał porwania 6-letniej Mandy Wilson w miejscowości Stow. Niedługo potem został zatrzymany przez policję, dzięki zgłoszeniu i zeznaniom postronnego świadka uprowadzenia. Dziewczynkę udało się uratować.

## Proces i wyrok
10 sierpnia 1990 rozpoczął się pierwszy proces Blacka, w czasie którego został skazany na karę dożywotniego pozbawienia wolności za uprowadzenie Sary Parker. 13 kwietnia 1994 rozpoczął się drugi proces poszlakowy w sprawie morderstw trzech dziewczynek. 17 maja 1994 za wszystkie morderstwa został skazany na dożywotnie pozbawienie wolności.

## Ofiary Blacka
| Lp. | Ofiara         | Wiek | Data             |
| --- | -------------- | ---- | ---------------- |
| 1.  | Jennifer Cardy | 9    | 12 sierpnia 1981 |
| 2.  | Susan Maxwell  | 11   | 30 lipca 1982    |
| 3.  | Caroline Hogg  | 5    | 8 lipca 1983     |
| 4.  | Sarah Harper   | 10   | 26 marca 1986    |